# Celgene
Celgene est une entreprise américaine spécialisée dans l’oncologie. Fondée en 1986 par Sol. J. Barrer, elle est issue d’une scission de Celanese. Elle est rachetée le 5 janvier 2019 par Bristol Myers Squibb.

## Historique
Celgene est issu en 1986 d'une scission de Celanese.
En novembre 2007, Celgene acquiert Pharmion, spécialisée dans les leucémies pour 2,9 milliards de dollars.
En décembre 2009, Celgene acquiert Gloucester Pharmaceuticals pour entre 340 et 640 millions de dollars, dans le but de renforcer ses activités contre les leucémies.
En juin 2010, Celgene acquiert Abraxis BioScience, spécialisée dans le cancer du sein, pour 2,9 milliards de dollars.
En janvier 2012, Celgene acquiert Avila Therapeutics pour 350 millions de dollars.
Le 23 septembre 2014, la Food and Drug Administration (FDA) a accordé une autorisation de mise sur le marché à l’aprémilast (Otezla), développé par Celgene, chez les patients souffrant d’un psoriasis en plaques modéré à sévère candidats à la photothérapie ou à un traitement systémique.
En juillet 2015, Celgene acquiert Receptos, spécialisée dans les maladies intestinales inflammatoires et la sclérose en plaques, pour 7,2 milliards de dollars.
En janvier 2018, Celgene annonce l'acquisition d'Impact Biomedicines pour un montant pouvant atteindre 7 milliards de dollars, montant conditionné aux résultats de ce dernier .

## Rachat par Bristol Myers Squibb
Le 5 janvier 2019, Bristol Myers Squibb annonce le rachat de Celgene, entreprise spécialisée dans l’oncologie comme BMS pour 74 milliards de dollars en plus de d’une reprise de dette de 21 milliards de dollars,,.
En août 2019, Amgen annonce l'acquisition du traitement Otezla à Celgene pour 13,4 milliards de dollars pour permettre l'opération avec Bristol-Myers Squibb.
En novembre 2019, BMS annonce qu’elle a fini l’acquisition de Celgene à la suite de la réception de l’approbation réglementaire des autorités gouvernementales.

## Activité
Celgene est spécialisée dans le traitement de cancers hématologiques, grâce à une gamme de produits (Revlimid indiqué dans des traitements contre le cancer de la peau, Thalidomid dans le traitement du Myélome Multiple; Vidaza dans la prise en charge des syndromes Myéloprolifératifs ou Leucémies Aigües).